# Verbinder (Technik)
Ein Verbinder ist in Handwerk und Technik ein gelochtes Blech, das mittels Ankernägeln Holzbalken verbindet. Es existiert eine Reihe von Unterformen wie die beispielhaft im Folgenden aufgeführten.

## Flachverbinder

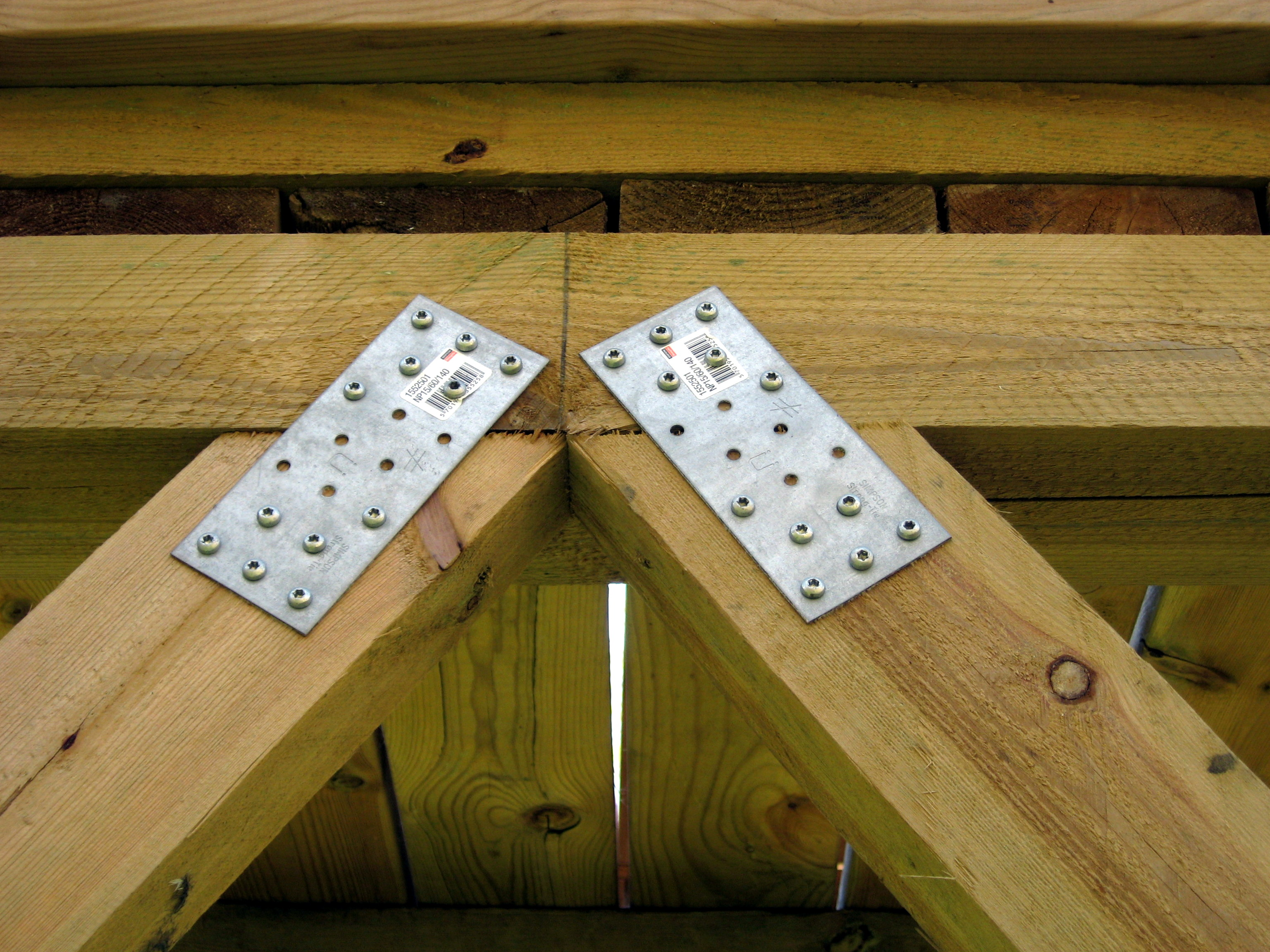
Zwei Flachverbinder, Lochplatten

Für gerade Verbindungen gibt es Flachverbinder als Lochplatte auch Lochblech, Rispen- bzw. Lochband.

## Verbinder in abgewinkelter Form

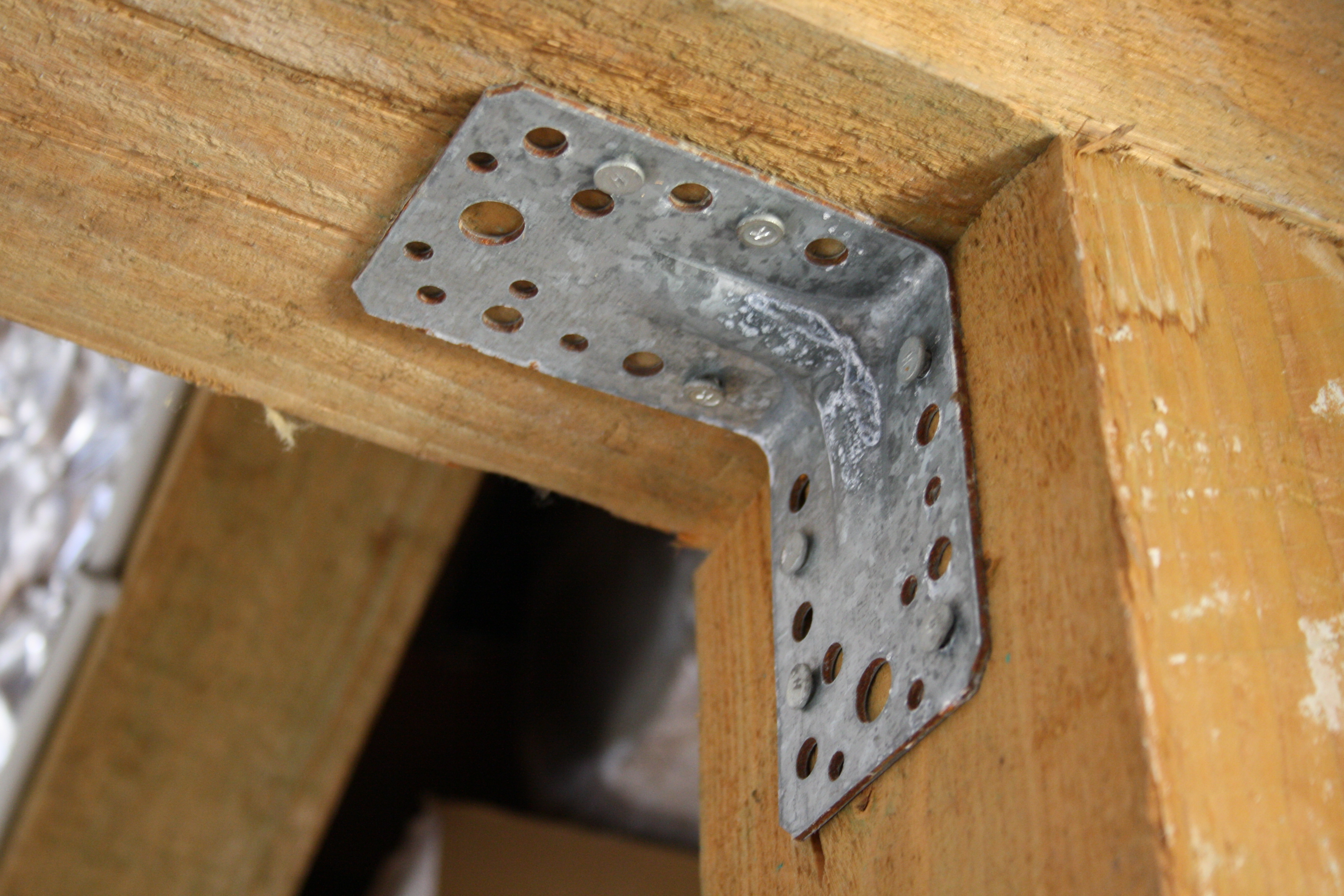
Ein Winkelverbinder

Spezielle Formen etwa zum Einsatz bei einem Dachbinder sind Balkenschuhe und Sparrenpfettenanker.